# Stabilité thermodynamique
Cet article court présente un sujet plus développé dans : Équilibre thermodynamique.
La stabilité thermodynamique d'un système à l'équilibre est assurée si les premier et deuxième principes de la thermodynamique interdisent que ce système évolue vers un autre état.
Dans un certain nombre de conditions (dont celle que le système est « fermé »), la stabilité thermodynamique correspond à l'atteinte d'un extremum d'un potentiel thermodynamique. Un système fermé est stable :
- s'il est isolé (mécaniquement et thermiquement), quand son entropie {\displaystyle S} est maximale ;
- s'il est maintenu à température extérieure et volume constants, quand son énergie libre {\displaystyle F} est minimale ;
- s'il est maintenu à température et pression extérieures constantes, quand son enthalpie libre {\displaystyle G} est minimale.

Un système instable (c'est-à-dire, qui n'est pas thermodynamiquement stable) peut évoluer vers un état stable mais ne le fait pas nécessairement (dans une durée donnée) en raison de problèmes d'ordre cinétique, notamment de la nécessité de passer par un processus de nucléation. On dit alors que le système est métastable.